# Juan Moreira

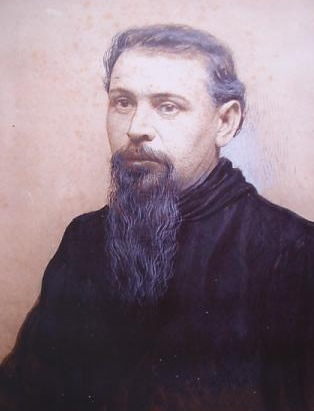
Juan Moreira

Juan Moreira (* ? in unbekannt; † April 1874 in Lobos (Buenos Aires)) ist eine bekannte Persönlichkeit der argentinischen Geschichte, ein Außenseiter, Gaucho und Volksheld. Jedoch war er auch einer der bekanntesten argentinischen Banditen.

## Leben
Moreira wurde in der Gegend von La Matanza in der Provinz Buenos Aires geboren. Die ersten dreißig Jahre seines Lebens waren ereignisarm, er arbeitete auf dem Land, um eines Tages eine eigene Farm, ein Stück Land und ein paar Rinder kaufen zu können. Ein Charaktermerkmal, das ihn von anderen unterschied, war, dass er selten trank. Moreira widmete seine freie Zeit dem Gitarrenspiel, wodurch Vicenta, die Tochter eines angesehenen Mannes, auf ihn aufmerksam wurde. Sie verliebte sich in ihn und heiratete Moreira, mit voller Zustimmung ihres Vaters.
Kurz nach der Hochzeit begannen die Schwierigkeiten. Der Vize-Bürgermeister des Ortes, Don Francisco, war ebenfalls verliebt in Vicenta. Als eine Form von Rache, begann er, Moreira mit Bußgeldern für jedes reale oder erdachte Vergehen zu belegen. Die erste Strafe betrug 500 Pesos, da die Hochzeitsfeier nicht offiziell genehmigt gewesen wäre.
Um diese Zeit lieh Moreira einem Senor Sardetti, dem Besitzer eines Lebensmittelladens, 10.000 Pesos, um Waren einkaufen zu können. Frustriert von den Forderungen, den Kredit zurückgezahlt zu bekommen, berichtete Moreira dem Vize-Bürgermeister, in der Hoffnung, dieser könne Sardetti überzeugen, das Geld zurückzugeben. Entsprechend den damaligen Gewohnheiten unter Ehrenleuten gab es keine schriftliche Vereinbarung zwischen Moreira und Sardetti. Es ist unklar, ob sich Sardetti und Don Francisco gegen Moreira verschworen haben, aber Sardetti leugnete die Kreditvergabe und Moreira wurde für 48 Stunden inhaftiert wegen versuchten Raubs.
Diese Situation machte Moreira so wütend, dass er schwor, er würde Sardetti für jeden Peso einen Dolchstoß versetzen. Er erfüllte seinen Schwur und tötete Sardetti in einer Messerstecherei in dessen Geschäft. Als er nach einer durchstreunten Nacht nach Hause zurückkehrte, wartete dort bereits Don Francisco mit vier Soldaten, um ihn zu verhaften. Er widersetzte sich und tötete Don Francisco und zwei der Soldaten.
An diesem Zeitpunkt begann der unglückliche Teil seines Lebens. Als begabter Messerkämpfer gewann Moreira jede Auseinandersetzung, auch gegen mehrere Personen zugleich. Aufgrund seines Ruhms hielten Männer nach ihm Ausschau, um ihn zu besiegen, er verlor jedoch nie. Er vermied Kämpfe, wann immer es möglich war und tötete nur nach wiederholter Provokation und in Selbstverteidigung. Schließlich diente er als Leibwächter verschiedener Politiker, die ihm versprachen, seinen Ruf zu säubern, dieses jedoch nie taten.
Es heißt, Moreira habe nie den Sattel von seinem Pferd genommen, für den Fall, dass er rasch fliehen müsste. Er verbrachte einen großen Teil dieses Lebensabschnittes damit, durch verschiedene Städte der Provinz Buenos Aires zu ziehen, darunter Navarro, Las Heras, Lobos, Veinticinco de Mayo und die Gegend von Cacique Coliqueo.

### Tod
Im April 1874 wurde Casimiro Villamayor, der Friedensrichter von Lobos, von dem Gouverneur der Provinz Buenos Aires, Mariano Acosta, beauftragt, eine Truppe zu schicken, um Moreira zu verhaften. Diese fand ihn in der „Pulpería“ (Gaucho-Bar) La Estrella. Moreira widersetzte sich der Verhaftung und war kurz davor, über eine Mauer zu springen, die ihn von seinem Pferd trennte, als einer der Offiziere ihm das Bajonett in die linke Lunge stieß. Moreira schaffte es noch, auf diesen Offizier zu schießen, der dadurch ein Auge verlor, sowie einen weiteren Offizier zu verletzen, bevor er starb. Moreira hinterließ seine Frau und seinen Sohn Juan. Er wurde auf dem Friedhof von Lobos beerdigt.

## Vermächtnis
Juan Moreira ist eine der wichtigsten Figuren der Volksgeschichte Argentiniens. Sein Leben war geprägt von Gewalt und Ungerechtigkeiten, die typisch waren für die unfaire Behandlung der Gauchos, die schließlich auch zu seinem Tod führten. Sein Schädel und einige persönliche Besitzgegenstände sind heute im „Juan Domingo Perón Museum“ ausgestellt.
Sein Leben war Inspiration sowohl für literarische Werke als auch Filme:
- „Juan Moreira“, Roman von Eduardo Gutiérrez (1878–1880)
- „Juan Moreira“, Theaterstück von Eduardo Gutiérrez (1884) und Weiterbearbeitung durch José Podestá (1886)
- „Juan Moreira“, Film von Luis José Moglia Barth (1948)
- „Juan Moreira“, Film von Leonardo Favio (1974)